# FK Mornar
FK Mornar je černohorský fotbalový klub z Baru. Byl založen v roce 1923. Hraje 1. černohorskou ligu, nejvyšší ligu v zemi.
V sezóně 2008/09 klub postoupil do 1. ligy. V sezóně 2009/10 vyhrál play-off o sestup a místo si udržel. V sezóně 2010/11 klub sestoupil. V sezóně 2011/12 klub znova postoupil do 1. ligy. Znova sestoupili v sezóně 2015/16. V sezóně 2020/21 klub postoupil zpět do 1. ligy. V sezóně 2023/24 skončili na 2. místě v lize a postoupili do Konferenční ligy, kde vypadli v 3. předkole.

## Významní hráči
- Mitar Novaković (1998–1999)
- Nikola Žigić (2001–2002)